# Frente Popular (Ecuador)
El Frente Popular (FP) es una unión de organizaciones sociales y sindicales ecuatorianas, formada en 1987 contra las medidas del gobierno de León Febres-Cordero y la critica al accionar del Frente Unitario de Trabajadores (FUT). Las organizaciones tienen dirigentes afines a la política del Partido Comunista Marxista Leninista (PCMLE). Ha tenido participación desde su fundación en movilizaciones organizadas junto con el FUT y la Confederación de Nacionalidades Indígenas (CONAIE), siendo junto a estas parte del Colectivo Unitario de Organizaciones Sociales.

## Fines y propósitos
El Frente Popular ha indicado que lucha por la defensa de las conquistas democráticas, los derechos sindicales y políticos de los trabajadores y el pueblo, lucha por las justas aspiraciones de los sectores populares, lucha contra la dominación imperialista y la explotación de la oligarquía, lucha por el cambio social. Se califica como una organización altamente solidaria que ejercita la solidaridad y la fraternidad internacionalista con los pueblos del mundo.

## Historia

### Fundación
El Frente Popular se constituyó en la década de 1980 en un escenario de agitación social, en la que esta organización denunció las políticas neoliberales que tomaron impulso a través de las cartas de intención. Se denunciaba que cada año se establecían "paquetazos" económicos impuestos por el Fondo Monetario Internacional (FMI) al país y aceptados por el régimen de León Febres-Cordero con el objetivo de pagar la deuda. Las constantes protestas, junto con la crítica al Frente Unitario de Trabajadores (FUT) acusado en ese tiempo de alinearse a una línea de concertación con los gobiernos de turno, causaron que se considere necesario constituir una organización que unifique las fuerzas populares consecuentes y que impulse las propuestas del movimiento popular y sus derechos.
El Frente Popular sería conformado originalmente por la Unión Nacional de Educadores (UNE), la Federación de Estudiantes Secundarios (FESE), la Federación de Estudiantes Universitarios (FEUE), la Unión de Campesinos Asalariados del Ecuador (UCAE) y la Federaci6n Nacional de Trabajadores Bancarios, y la recientemente creada Unión General de Trabajadores del Ecuador (UGTE).

### Últimas décadas delsigloXX
Las protestas organizadas por el Frente Popular iniciaron con el gobierno de León Febres-Cordero y el Partido Social Cristiano (PSC) en movilizaciones y huelgas nacionales donde varios de sus dirigentes fueron perseguidos y encarcelados. Participaron en las distintas Huelgas Unitarias acordadas con el Frente Unitario de Trabajadores (FUT) durante el régimen socialcristiano, exigiendo la derogatoria de las medidas económicas, el incremento del salario, juicio político a los ministros del frente económico, rechazo a la elevación del precio de los combustibles, y demás pedidos.
Sería durante la X Huelga Nacional Unitaria, de los días 9 y 10 de enero de 1985, previo a las visita de Juan Pablo II, que el gobierno decretó el estado de emergencia en todo el país, declarando ilegal a la protesta, con lo cual se registraría un saldo de 6 muertos, decenas de heridos y más de 300 detenidas entre los 300 mil manifestantes. En las manifestaciones de marzo de 1987, los reclamos se elevarían a exigir la destitución del presidente. En 1 de junio de 1988, tras las elecciones presidenciales, sucede la última huelga el régimen socialcristiano en busca de un aumento salarial, acción que llega a que se emita el estado de emergencia.
Las diferentes acciones realizadas entre las diferentes organizaciones sociales permitieron que en abril de 1987 se realizara la "Primera Convención Unitaria de Organizaciones Sindicales y Populares" con el FUT, Coordinadora Nacional de Trabajadores (CNT) y la naciente Confederación de Nacionalidades Indígenas (CONAIE).
Contrarios serían también a la reforma al Código del Trabajo en la Ley 183 de Rodrigo Borja Cevallos y al referéndum de 1995 de Sixto Durán-Ballén, acusado de ser privatizador. Destacan en la época de Borja las huelgas de noviembre de 1988, julio de 1989, julio de 1990 y febrero del 1991; siendo la primera realizada como advertencia a las medidas que podrían darse frente a la situación económica prevista y viéndose una acción menor a la habida en tiempos de León Febres-Cordero. Participan también en el derrocamiento de Abdalá Bucaram y en las protestas contra las intenciones privatizadoras de las que se acusaba a la aplanadora de la Asamblea Constituyente.

### SigloXXI
En el gobierno de Rafael Correa, el Frente Popular participó en las movilizaciones, incluidas las del año 2015, llegando el 10 de agosto de es año a proclamar la marcha por la "segunda independencia" y dando paso al "Paro Nacional del Pueblo" el 13 de ese mes en contra de la reelección indefinida. En la segunda vuelta de 2017, respaldó al candidato opositor Guillermo Lasso contra el candidato de Alianza País, Lenín Moreno.
Con Moreno en la presidencia, respaldo las acciones que buscaron la "descorreización" del país, incluyendo la consulta popular de 2018 con la cual se eliminó la reforma constitucional que permitía la reelección indefinida. En el 2019, llamaron junto con la Confederación de Nacionalidades Indígenas (CONAIE) y el Frente Unitario de Trabajadores (FUT) al Paro Nacional por el alza de los combustibles y demás medidas económicas del régimen, al igual que el FUT, no serían partícipes de la mesa de diálogo que dio fin a las movilizaciones.
Tras respaldar la candidatura de Yaku Pérez y lanzar una campaña por el "Voto Nulo" en el balotaje, el Frente Popular respaldaría las dos Huelgas de Hambre organizadas por la Unión Nacional de Educadores (UNE) a inicios del gobierno de Lasso, así mismo se adhirieron al paro organizado por el movimiento indígena en junio de 2022.
El 19 de julio de 2022, exigió junto con el sector rebelde de Pachakutik el juicio político en contra del ministro del Interior, Patricio Carrillo, y que se investiguen todos los acontecimientos que se dieron durante las manifestaciones, especialmente las muertes en el marco de la protesta. Mientras en redes sociales se denuncia la investigación por parte de la Fiscalía de dirigentes populares, líderes de las distintas organizaciones del FP, como Jorge Escala, Leopoldo Chila, Gustavo Macas, entre otros.

## Integrantes

### Unión Nacional de Educadores
La Unión Nacional de Educadores (UNE) es el mayor sindicato ecuatoriano de profesores. Institución con gran poder de movilización a nivel nacional, creada en los años 1940, se ha convertido en un influyente grupo de presión en política ecuatoriana gracias a la organización de los docentes. Agrupa a los docentes que eligen a sus dirigentes a nivel parroquial, cantonal, provincial y nacional en elecciones directas, universales y secretas en el acto democrático más importante del Ecuador después de las elecciones generales.

### Unión General de Trabajadores

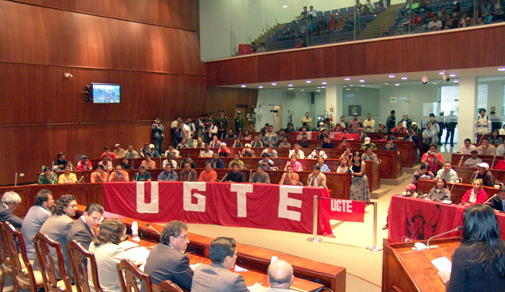
UGTE en reunión dentro del Palacio Legislativo

La Unión General de Trabajadores del Ecuador (UGTE) es un sindicato de Ecuador surgido después de una división en CTE. La UGTE, se fundó los días 20 y 21 de noviembre de 1982, fecha en que se realizó el Congreso Constitutivo, en la ciudad de Quito. El líder fundador fue Patricio Aldaz. El reconocimiento legal del sindicato sucedió el 29 de septiembre de 1994, al ser inscrita en el registro de organizaciones laborales.

### Federación de Estudiantes Universitarios
La Federación de Estudiantes Universitarios del Ecuador (FEUE) es una organización conformada por los estudiantes de diferentes universidades públicas del Ecuador con el objetivo de que estas contribuyan de forma científica al desarrollo de las fuerzas productivas y mejoramiento de las condiciones de vida; oponiéndose a políticas consideradas como privatizadoras, especialmente en el sector educativo. Fundado el 6 de diciembre de 1942 por representantes estudiantiles de tendencia antiimperialista, el antifascista y antioligarquíca reunidos en la Universidad de Guayaquil. Miembro, además del Frente Popular, de la Organización Continental Latinoamericana y Caribeña de Estudiantes (OCLAE).
Reprimida por las dictaduras militares y los gobiernos. Durante su actividad política ha exigido el libre ingreso a la universidad eliminando el examen de libre ingreso, la expulsión de las empresas transnacionales Texaco y OXY, la no firma del TLC con los Estados Unidos, presupuesto para la Universidad, la consecución constitucional de la gratuidad de matrícula. Uno de sus líderes más reconocidos sería Milton Reyes, reconocido póstumamente como el Eterno Presidente de la FEUE, quien sería asesinado por la policía el 12 de abril de 1970 durante protestas contra Velasco Ibarra.
Durante su existencia ha existido cierto desprestigio contra esta organización al igual que intentos de reducir su influencia mediante la creación de organizaciones estudiantiles alternas como el caso de la Federación de Estudiantes Católicos (FEUCE), fundada en 1967 por sobrinos de Velasco Ibarra o la FEUE reformada controlada por partidarios de Revolución Ciudadana y surgido de una ruptura en la FEUE tras la elección de Javier Rojas en la presidencia entre el 2013 y 2014, que en los últimos años ha luchado por obtener los puestos de la directiva de FEUE, tradicionalmente cercana a la Frente Revolucionario de Izquierda Universitaria (FRIU) y el Partido Comunista Marxista Leninista (PCMLE). Actualmente liderada por Nery Padilla.

### Federación de Estudiantes Secundarios

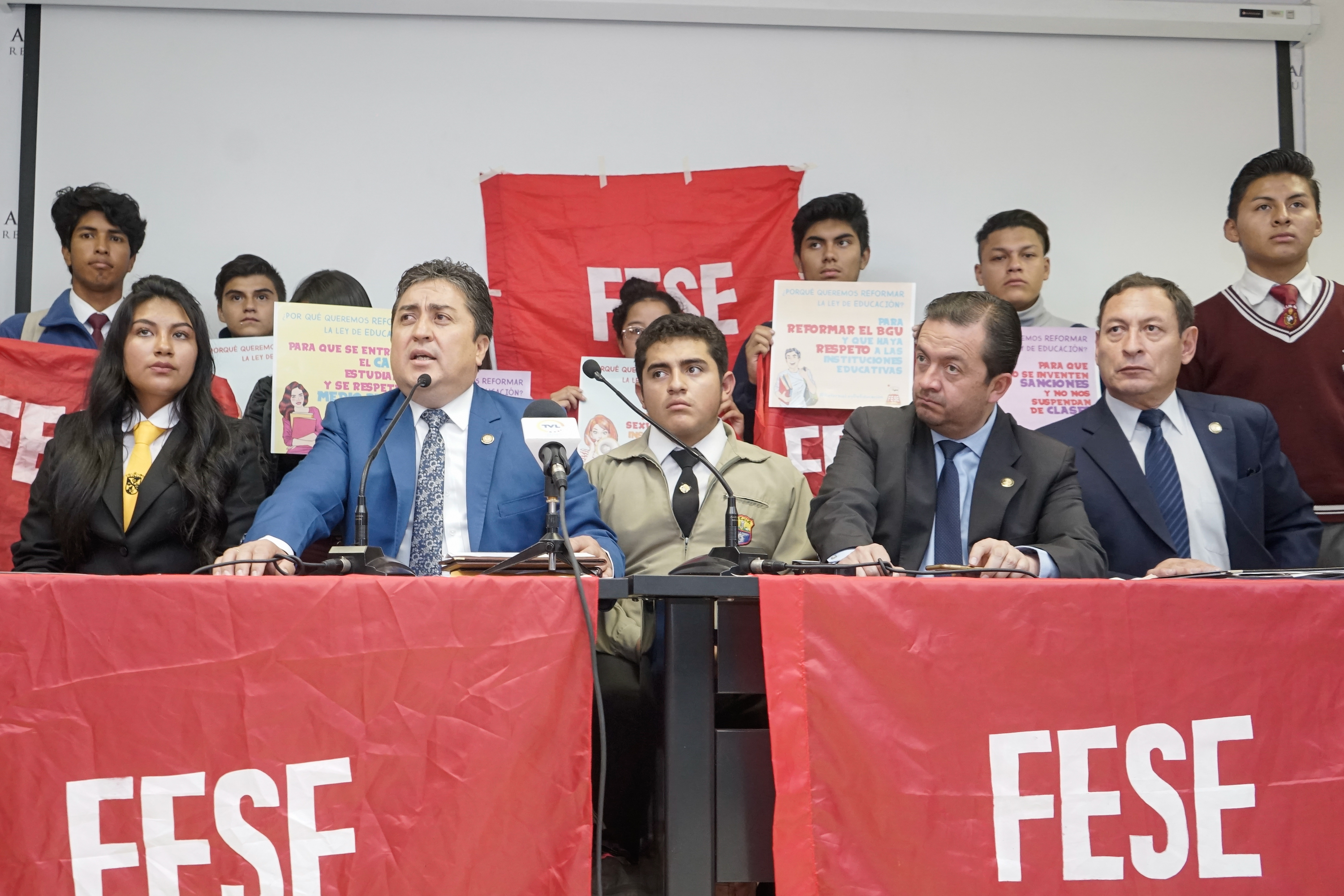
FESE en rueda de prensa junto a miembros de la Asamblea Nacional.

La Federación de Estudiantes Secundarios del Ecuador (FESE) es una organización estudiantil de nivel secundario del Ecuador fundado el 5 de octubre de 1966 en la primera Conferencia de Estudiantes Secundarios realizada en el Instituto Nacional Mejía. Su primer presidente fue Fausto Vargas Cortez. 
Realizó oposición a diferentes gobiernos en hechos como las protestas por el libre ingreso a la universidad en 1969, la lucha por el laicismo en 1995, por la tarifa estudiantil. Ilegalizado por el régimen de Velasco Ibarra se le restaura su personería jurídica en el retorno a la democracia de 1979, donde Jaime Hurtado expuso ante el Congreso Nacional del Ecuador el proyecto de ley para conseguir esto.
Durante el gobierno de Rafael Correa se movilizaron contra la Secretaría de Educación Superior, Ciencia, Tecnología e Innovación por el examen "Ser Bachiller" acusándolo de impedir el libre ingreso a la universidad. Durante el gobierno de Correa también sucedió el procesamiento del expresidente de la FESE, Pablo Castro, por el caso de Los diez de Luluncoto. Su actual presidenta es Dayana Basantes.

### Juventud Revolucionaria
La Juventud Revolucionaria del Ecuador (JRE) es una organización juvenil, en si el brazo juvenil del Partido Comunista Marxista Leninista (PCMLE). Fundada el 26 de octubre de 1984 en el Parainfo Che Guevara de la Universidad Central del Ecuador, su primer presidente sería Fernando Jaramillo. Distinguida de la Federación de Estudiantes Universitarios (FEUE) y la de Estudiantes Secundarios (FESE) por su posición política marxista-leninista. Algunos de sus dirigentes han también dirigido la FEUE y la FESE como es el caso de Andrés Quishpe y Marcelo Rivera que también fueron presidentes de la JRE. A su vez apoya las mismas manifestaciones que estas organizaciones dirigiéndose por el ideario de Marx, Engels, Lenin y Stalin. Actualmente su presidenta es Micaela Chávez.

### Federación Única de Afiliados al Seguro Social Campesino
La Federación Única Nacional De Afiliados Al Seguro Social Campesino (FEUNASSC) es un colectivo compuesto por de afiliados del Seguro Social Campesino del Instituto de Seguridad Social con personería jurídica establecida el 9 de agosto de 1988, creada con el objetivo de defender este seguro, aunque igualmente, como ha sucedido con otros sindicatos, existe una "versión oficialista" de este cercana al régimen de Alianza País.

### Mujeres por el Cambio
La Confederación de Mujeres Ecuatorianas por el Cambio (CONFEMEC), su nombre simplificado más tarde a Mujeres por el Cambio, es un colectivo de mujeres de pensamiento feminista formado el 27 de junio de 1998 en el Encuentro Nacional de Mujeres y sus Organizaciones. Entre una de sus labores más destacadas esta la denuncia contra la propaganda gubernamental por utilizar menores de edad.

### Central Única de Comerciantes Minoristas y Trabajadores Autónomos
La Central Única de Comerciantes Minoristas y Trabajadores Autónomos del Ecuador (CUCOMITAE) es una organización social conformada por comerciantes minoristas y trabajadores autónomos para defender su forma de trabajar y garantizar una estabilidad. Apareció en 1999. Como contrapeso a esta organización se formaría la Confederación Unitaria de Trabajadores y Trabajadoras Autónomos del Ecuador (CUTTAE) en el 2011, siendo acusada por el CUCOMITAE de ser un intento del gobierno de Correa de debilitar a la organización para influenciar más en la formación de la  Ley de Economía Popular y Solidaria, y lograr el triunfo en la consulta popular de ese año.

### Confederación Unitaria de Barrios
La Confederación Unitaria de Barrios del Ecuador (CUBE) es la unión de organizaciones barriales del país creada el 25 de abril del 2003 para unificar y apoyar a este tipo de organizaciones, buscando el desarrollo de estos sectores. Se ha indicado que no llega a representar fuertemente a los barrios del país al argumentarse que de 1.278 barrios de Quito la CUBE solo acoge a 100.

### Unión Nacional de Artistas Populares
La Unión Nacional de Artistas Populares del Ecuador (UNAPE) es una organización social conformada por artistas de diferentes ramas, sean canto, música, escultura, teatro, entre otros tipos de arte, siguiendo una línea de pensamiento político progresista, democrático y revolucionario.